# Oedothorax clypeellum
Oedothorax clypeellum là một loài nhện trong họ Linyphiidae.
Loài này thuộc chi Oedothorax. Oedothorax clypeellum được Andrei V. Tanasevitch miêu tả năm 1998.